# Gilówka (dopływ Bukowej)
Gilówka – rzeka, lewy dopływ Bukowej o długości 22,81 km. Wypływa w lasach powiatu niżańskiego w gminie Jarocin. Płynie lasami przez niezabudowane tereny, mijając miejscowości: Mostki, Kutyły i Studzieniec. W okolicach miejscowości Kutyły przepływa pod drogą krajową nr 19. Wpada do Bukowej ok. 2 km za Studzieńcem